# Кофе и сигареты (короткометражный фильм)
«Кофе и сигареты» (англ. Coffee and Cigarettes) — короткометражный чёрно-белый фильм Джима Джармуша. Положил начало одноимённому циклу короткометражных фильмов, которые в 2003 году были собраны в полнометражной ленте «Кофе и сигареты». В полнометражную версию первый фильм вошёл под названием «Strange To Meet You».

## Сюжет
Весь сюжет ленты состоит из диалога персонажей Стивена Райта и Роберто Бениньи, которые практически играют сами себя (имена персонажей совпадают с именами актёров).